# Germà Colón
Pour les articles homonymes, voir Colon.
Germà Colón Domènech, né le 30 novembre 1928 à Castellón de la Plana et mort le 22 mars 2020 à Barcelone, est un lexicographe et éditeur espagnol spécialiste du catalan. 
Il a enseigné entre 1963 et 1997 à l'université de Bâle.

## Biographie
Germà Colón étudie la philologie romane à l'université de Barcelone, où il est disciple d'Antoni Maria Badia i Margarit et Martí de Riquer et dont il est diplômé en 1952. La même, il obtient un doctorat en dialectologie à l'université de Madrid avec une thèse sur les parlers de sa ville d'origine.
Grâce à une bourse d'études, il travaille ensuite aux universités de Louvain et de Zurich. Le philologue suisse Walther von Wartburg lui offre ensuite un poste de lecteur d'espagnol à l'université de Bâle, où il gravit peu à peu les échelons. Il enseigne également à l'université de Strasbourg de 1968 à 1972 et à l'université autonome de Barcelone les deux années suivantes.
Il devient membre de l'Académie royale des belles-lettres de Barcelone et fait partie de la commission chargée de la publication des œuvres complètes de Raymond Lulle. Il préside l'Association internationale de langue et littérature catalanes entre 1976 et 1982 et devient membre numéraire de l'Institut d'études catalanes (IEC).
Il a reçu de nombreux prix et récompenses : prix valencien de la Fondation Huguet (1982), prix d'honneur des lettres valenciennes (1988), prix Prat de la Riba de l'IEC (1979), prix de la critique Serra d'Or (1982), Creu de Sant Jordi (1985), prix de littérature de la Généralité de Catalogne (1987) et la grand-croix de l'ordre d'Alphonse X le Sage (1999). Il fut nommé docteur honoris causa de l'université de Valence en 1984, de l'université d'Alicante en 1990, de l'université Jacques-Ier de Castellón et de l'université autonome de Barcelone en 2003.
En 2010, il fait don de sa bibliothèque personnelle, regroupant plus de 20 000 ouvrages, à l'université Jacques-Ier de Castellón.
Il meurt le 22 mars 2020 des suites de la maladie à coronavirus 2019.

## Œuvres
- El léxico catalán en la Romania (1976).
- La llengua catalana en els seus textos (1978).
- Llibre del Consolat de Mar (1981)

prix de la critique Serra d'Or pour son édition (1982).
- El panorama de la lexicografia catalana (1986).
- Problemes de la llengua a València i als seus voltants (1987).
- El español y el catalán, juntos y en contraste (1989).
- Estudis de filologia catalana i romànica (1997).
- Para la historia del léxico español (2002).
- De Ramon Llull al Diccionari de Fabra. Acostament lingüístic als monuments de les lletres catalanes (2003).